# Patric Scott
Patric Scott (* 26. Juli 1985 oder 1986, eigentlich Patrick Kaiser oder Patrick Scott Kaiser) ist ein Schweizer Sänger und Musicaldarsteller.

## Biografie
Patric Scott ist in Gams (SG) aufgewachsen. Er begann seine musikalische Ausbildung mit klassischem Gesangsunterricht. Später erweiterte er sein Repertoire auch im Pop-, Rock- und Jazzbereich. An der Stage School in Hamburg absolvierte er als jüngster Teilnehmer überhaupt von 2000 bis 2003 eine Ausbildung und schloss mit Diplom ab. In Liechtenstein spielte er in der Hauptrolle des Judas in der Produktion Joseph And The Amazing Technicolor Dreamcoat mit. 2005 und 2006 rief ihn dann Heidi – Das Musical in die Schweiz, um in der Erstbesetzung den Peter zu spielen. Durch seinen Erfolg bekam er gleich im Anschluss von Roman Polański die Rolle des Alfred am Theater des Westens in Berlin im Musical Tanz der Vampire. Für Heidi – Das Musical, Teil 2 wurde er 2007 erneut als Peter nach Walenstadt geholt. 2008 absolvierte er weitere Ausbildungen am Lee Strasberg Theatre and Film Institute und dem Millennium Dance Complex in Los Angeles. Im selben Jahr spielte Scott im Musical Elisabeth in Zürich in den Rollen Baron Hübner & Luigi Lucheni.
2009 wurde er für eine C&A-Kampagne engagiert und sang den Titelsong We Are Family. Zu diesem Lied wurde später ein Musikvideo in Berlin gedreht. Für die Aktion Pro-Organspende sang Scott 2010 den offiziellen Song Ich Sage Ja.
Bei der Vorentscheidung zum Eurovision Song Contest 2012 der Schweiz nahm Patric Scott im Duett mit Fabienne Louves teil.
Scott konzipierte die Kinder(hör)bücher Die verrückte Reise von Pönkergüggel Tom und seinen Freunden (2021) sowie Pönkergüggel Tom 2: Jetzt geht’s nach Australien (2023). Die Rolle des Erzählers wurde jeweils von Florian Schneider gesprochen.
2023 erreichte Patric Scott das Finale von "The Masked Singer Switzerland".

## Engagements
- 2000: Joseph and the Amazing Technicolor Dreamcoat als Juda, Balzers, Liechtenstein
- 2005: Heidi – Das Musical als Peter, Walensee-Bühne, Walenstadt (Weltpremiere)
- 2006: Heidi – Das Musical als Peter, Walensee-Bühne
- 2006/07: Tanz der Vampire als Swing, Alfred und Nightmare, Berlin
- 2007:Heidi – Das Musical, Teil 2 als Peter, Walensee-Bühne, Walenstadt
- 2008: Heidi – Das Musical, Teil 2 als Peter, Walensee-Bühne, Walenstadt
- 2008/09: Elisabeth, als Baron Hübner, Luigi Lucheni, Zürich
- 2009: Joseph and the amazing Technicolor Dreamcoat als Juda, Basel
- 2010: Die Schwarzen Brüder als Anselmo, Walensee-Bühne, Walenstadt
- 2012: Tell – Das Musical als Johann, Walensee-Bühne, Walenstadt
- 2012: La vita è bella Vorstadt Variété, Solist, Schaffhausen
- 2014: My Fair Lady als Freddy, Walensee-Bühne, Walenstadt
- 2015: Titanic – Das Musical als Frederick Fleet, Walensee-Bühne, Walenstadt
- 2015: Salto Natale Traumfänger als Sänger, Zürich-Kloten
- 2016: Titanic – Das Musical als Frederick Fleet, Lago Di Lugano, Melide
- 2016: Salto Natale Luna als Sänger, Zürich-Kloten
- 2017: Saturday Night Fever als Bobby C, Walensee-Bühne, Walenstadt
- 2017: Salto Natale Fuego als Sänger, Zürich-Kloten
- 2018: Die Schöne und das Biest als Freund von Gustav, Walensee-Bühne, Walenstadt
- 2018: Salto Natale Esprit als Sänger, Zürich-Kloten
- 2022: Flashdance – Das Musical als Open-Air-Inszenierung auf der Walensee-Bühne[9]

## Diskografie

### Alben
- Everything, 1998
- Durch den Ozean, 2006
- Heidi, Musical Teil 2, 2007, Cast-CD
- Ma Philosophy, 2011
- Pocketful Of Christmas, 2011
- Scarless, 2015
- Real Christmas, 2015
- Scarless (Live & Unplugged), 2016
- Paint Me Back, 2017
- Paint Me Back, 2018 (Colorful Edition)
- Spirit, 2019
- Back In The Day, 2022
- Till it happens to you, 2024

### Singles
- Be Mine, 1998
- How Can I Make You Love Me, 2003
- Together We’re Strong, 2007 (Duett mit Monica Quinter)
- Naked, 2009
- No One, 2009
- We Are Family, 2009 (offizieller C&A Song)
- Ich Sage Ja, 2010 (Charity Song Aktion «Pro Organspende» des Deutschen Herzzentrums Berlin)
- Better, 2010 (Duett mit Edita Abdieski)
- Real Love, 2011 (Duett mit Fabienne Louves) Eurovision Songcontest
- Real Christmas, 2013
- Make Up Your Mind, 2015
- Scarless, 2015
- Real Christmas, 2015
- The Best Time, 2015  (Duett mit Jesse Ritch)
- No Boundaries, 2015  (Duett mit Abdullah Alhussainy)
- Just A Little Bit, 2016
- Stay, 2016 (James Beckham Remix)
- Underwater, 2016
- E Mi Manca Il Respiro (Italian Version of Underwater), 2016
- Hallelujah, 2016 (Duett mit Sister Cristina)
- Whip It!, 2017 (feat. Skulduggz)
- Unfair, 2017
- This Is Me, 2018
- I’m Done, 2018
- Christmas At Home, 2018
- Crashed N’ Burned, 2018 (Duett mit Shoshana Bean)
- Unexpected, 2019
- Nothing to Prove, 2019
- All Around the Globe, 2019 (feat. Naturally 7)
- Deeper, 2021
- Bodytalk, 2021
- We Need To Talk, 2021
- By The Way (feat. N.I.C), 2021
- I’m Not Ready, 2022
- Hurricane (feat. Skulduggz), 2022